# گور، قصاب خدایان
گور، قصاب خدایان (به انگلیسی: Gorr the God Butcher) یک شخصیت خیالی ابرشرور در کتاب‌های کامیک آمریکایی منتشر شده توسط مارول کامیکس است. این شخصیت توسط جیسون آرون و  اسد ربیچ خلق شده است که برای اولین بار در شمارهٔ ۲ از مجموعه کمیک ثور: خدای آذرخش (ژانویه ۲۰‍۱۳) رونمایی شد. گور، قصاب خدایان به عنوان یکی از برجسته‌ترین و قدرتمندترین ابرشرورهای مارول و همچنین یکی از بزرگترین دشمنان شخصیت ابرقهرمان ثور توصیف شده است.
اولین حضور رسمی این شخصیت در فیلم سینمایی ثور: عشق و آذرخش (۲۰۲۲)، واقع در دنیای سینمایی مارول، با بازی کریستین بیل بود.

## تاریخچه انتشار
جیسون آرون و اسد ربیچ تصمیم گرفتند فرنچایز ثور را در ابتکار «حالا مارول!» بازراه اندازی کنند. گور اولین بار در شماره دوم ثور: خدای تندر (ژانویه ۲۰۱۳) ظاهر شد. این آرک داستانی به عنوان هشتمین داستان برتر ثور توسط کامیک بوک.کام انتخاب شد.

## زندگی‌نامه ساختگی شخصیت
گور در یک سیاره خشک و بی‌نام بزرگ شد. وقتی مادر، همسر و فرزندانش مردند، او فکر کرد که خدایان نمی‌توانند وجود داشته باشند و به همین دلیل توسط قبیله خود طرد شد. زمانی که گور فهمید خدایان در حقیقت وجود دارند اما به افراد نیازمند مانند خانواده در حال مرگ کمک نمی‌کند، قول داد همه آن‌ها را بکشد. پس از آنکه شاهد نبرد نال با یک خدای طلایی شد، شمشیر نکرو را از کنال خریداری کرد. گور درنهایت اودینسون جوان را در زمین در ایسلند قرون وسطایی پیدا می‌کند. او تقریباً ثور را می‌کشد، اما گروهی از وایکینگ‌ها برای نجات او می‌آیند. گور با قطع کردن دست ثور، فرار می‌کند، اما می‌فهمد که به کمک احتیاج دارد، بنابراین ارتشی از متجاوزین سایه ایجاد می‌کند، سپس به آرامی و بی سر و صدا خدایان بیشتری را از بین می‌برد. در حال حاضر، ثور متوجه خدایان گمشده می‌شود و در مورد ناپدید شدن آنها تحقیق می‌کند. این مسئله گور و ثور را به نبردی دیگر می‌کشاند، اما پس از آن گور از آینده تلپورت می‌شود، جایی که ثور پیر آخرین آسگاردی شده که از قلمرو در برابر متجاوزین سایه دفاع می‌کند. گور همچنین ثور جوان را به آینده می‌آورد، جایی که همسر و فرزندانش ظاهراً زنده شده‌اند و در شرف راه اندازی خدابمب است. پسر گور در واقع ساختاری است که از شمشیر نکرو ساخته شده است و آنچه که پدرش به آن تبدیل شده را تحقیر می‌کند، بنابراین به ثور قدرت جذب انفجار را می‌دهد. ثور، از زمان حال و سپس با استفاده از دو میولنیر برای کشتن گور استفاده می‌کند.

## قدرت‌ها و توانایی‌ها
گور دارای «شمشیر نکرو» است که به گفته گالاکتوس، «اولین طلوع را از سنگ شب بی پایان تراشیده است.» تیغه این شمشیر توسط نال، خدای سیمبیوتها، با استفاده از سر یک سلستیال به قتل رسیده، ساخته شده است. این تیغه به کاربر خود امکان می‌دهد تا بال‌هایی ایجاد کند که به کاربر قابلیت‌هایی از جمله، امکان پرواز با سرعت بالا، سلاح، و پوششی از متجاوزین سایه که از تاریکی ساخته شده است، می‌دهد. او می‌تواند ساقه‌های تیز ایجاد کند که می‌تواند هر خدایی، از جمله آسگاردی‌ها را بکشد. این تیغه بعداً در یک سیاهچاله نابود می‌شود، اما شاه ثور پیر از آن برای نبرد با گالاکتوس استفاده کرد. همچنین گور خدابمب، سلاحی ضد-الهی که برای کشتن هر خدایی که وجود داشته یا وجود داشته است، طراحی شده است را ساخت. گور دارای قدرت، سرعت، دوام و استقامت ابرانسانی است و عملاً جاودانه است.

## در دیگر رسانه‌ها
کریستین بیل در فیلم ثور: عشق و آذرخش، که در ۶ مه ۲۰۲۲ اکران شد، به ایفای نقش گور پرداخت.